# Flughafen Bhubaneswar

i7
i11
i13
Der Biju Patnaik Airport (IATA-Code: BBI, ICAO-Code: VEBS) ist ein Flughafen im Bundesstaat Odisha, Indien und liegt etwa drei Kilometer südlich des Stadtzentrums von Bhubaneswar. Er ist nach dem Geschäftsmann und ehemaligen Chief Minister von Orissa (Odisha) Biju Patnaik benannt. Der Flughafen ist der einzige in der Region und wird hauptsächlich für innerindische Flüge benutzt. Nach der Fertigstellung eines neuen Terminals im Jahr 2013 wurde er als bester Flughafen Indiens ausgezeichnet.

## Transport
Der Flughafen ist durch die DTS City Bus Linie 207 mit dem Stadtzentrum und der Bahnstation verbunden. Der Bahnhof (Railway Station) von Bhubaneswar befindet sich rund drei Kilometer nordöstlich des Flughafens. Verschiedene Taxiunternehmen bieten einen Shuttleservice an.

## Zwischenfälle
- Am 24. Juli 1976 schlug eine Fokker F-27-100 der Indian Airlines (Luftfahrzeugkennzeichen VT-DMD) bei der Landung auf dem Flughafen Bhubaneswar so heftig auf, dass sie wieder in die Luft sprang, steil nach rechts rollte und es zu einem Strömungsabriss kam. Beim Aufschlag auf dem Bugfahrwerk platzte dort ein Reifen, das Flugzeug drehte sich und kam mit abgerissenem rechten Triebwerk und Außenflügel zum Stillstand. Natürlich war das Flugzeug danach irreparabel beschädigt. Alle 23 Insassen, vier Besatzungsmitglieder und 19 Passagiere, überlebten den Unfall.[5]

## Trivia
Für den Flughafen Berlin Brandenburg war zunächst der IATA-Code BBI vorgeschlagen als Abkürzung der internationalen Bezeichnung Berlin Brandenburg International. Da dieser bereits an Bhubaneswar vergeben war, wurde stattdessen BER ausgewählt. Im Außenauftritt wurde aus diesem Grund ab 2011 mit dem neuen Kürzel geworben.